# 타르테소스

타르세소스 문화권.

타르테소스(그리스어: Ταρτησσός)는 고대 이베리아반도 남부에 있었던 동명의 반전설적인 항구 도시를 중심으로 존재하던 문명이다. 기원전 1100년경 이베리아반도의 토착 문화와 페니키아 문화가 융합되어 형성된 것으로 추정하고 있다.

## 역사
헤로도토스의 역사에 의하면 기원전 640년 포카에아인 콜라에우스가 아르간토니우스라는 왕이 다스리는 매우 부유한 왕국인 타르테소스에 우연히 상륙했다는 기록이 나오는데, 이 기록으로 보았을 때 아마도 단일 왕정 체제였던 것으로 추측되며, 기원전 5세기에 갑작스레 멸망하였다. 타르테소스가 멸망한 이후 이베리아반도 남부에는 카르타고의 식민지가 자리잡게 되었고, 타르테소스의 유산은 주변 이베리아 지역에도 전파되어 이후 이베리아반도의 문화에 영향을 주었다. 타르테소스가 멸망한 이유는 아직도 불명이며 이에 대해 여러 가지 가설이 제기되고 있지만 그나마 제일 유력한 설은 타르테소스가 주석 교역으로 많은 부를 차지하자 그것을 시기한 카르타고에 의해 멸망되었다는 설이다.

## 사회와 문화

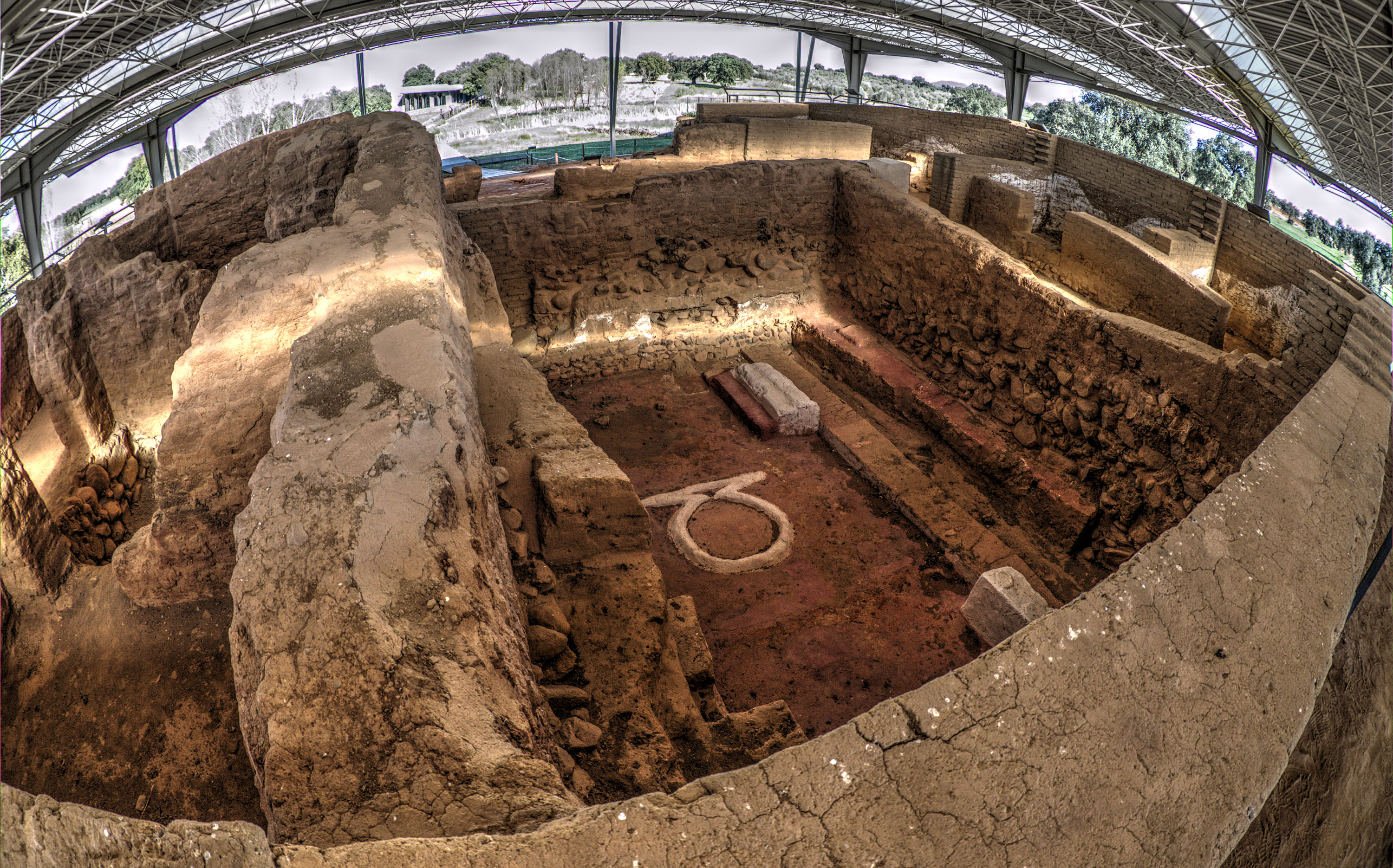
타르테소스 유적지

타르테소스 문화는 남부 이베리아에서 발달하였으며 페니키아를 비롯한 동방 문화의 영향을 짙게 받았다. 서부 안달루시아가 그 중심이었지만 동부로도 금세 퍼졌으며, 에스트레마두라 지방과 무르시아, 발렌시아 지방 일부로도 퍼져 원래의 타르테소스 토착 문화를 기존에 존재하던 청동기 문화와 결합하여 꽃피웠다. 이 지역은 이미 청동기 말엽인 기원전 9-8세기에서부터 청동기 시대 말기에 접어들고 있었다.
타르테소스 문화의 전성기는 기원전 720년부터 시작되어 남부 포르투갈까지 뻗쳤다. 농경은 멍에와 동물을 사용한 쟁기 등의 사용, 철기 도구를 토대로 주요한 진전을 이뤘다. 이 시기에는 양과 염소의 개체수가 줄어들면서 소의 개체수가 크게 늘어났다.
다른 특기할만한 요소는 사회 계층의 분화와 빈부 격차의 심화이다. 매장 형식을 토대로 이를 알 수 있는데, 일부 부유계층은 금, 상아 등 호화로운 장식물을 했지만 대다수는 별다른 치장이 없었다. 그 의식에도 차이가 여러 모로 나타났지만 보통 귀족 계층에서는 약실이 있는 형태를 거의 일관적으로 사용했다. 유별나게 화려했던 매장 양식이 나타난 고분은 그 지역의 지배층이었다.

### 언어

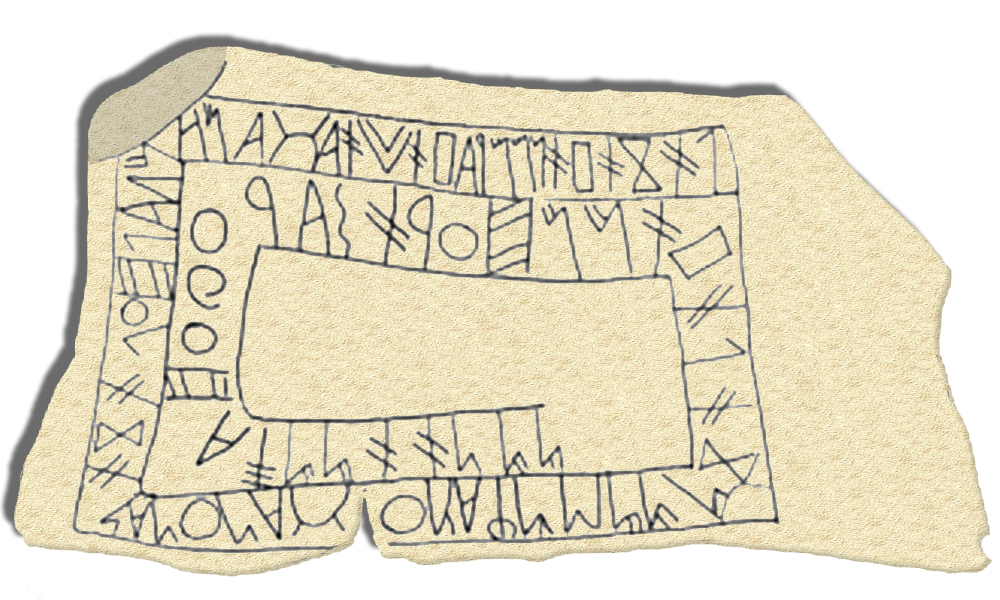
타르테소스어 비문

타르테소스에서는 페니키아인을 통해 발달한 것으로 추정되는 기록 문화도 발달되기 시작했다. 최근 존 T. 코치 박사는 타르테소스어 비석문을 해석하는 데 성공했으며, 이 언어가 고대 켈트어의 형태라는 것이 밝혀졌다. 언어학과 고고학적으로 그 증거는 2010년 출판된 'Celtic from the West'에 설명되어 있다. 그러나 그의 주장은 언어학자들에게 회의적으로 여겨지는데, 그 비문은 "타르테소스어가 인도유럽어족이라는 사전적 정의에 적합하지 않으며, 해석에 있어서 충분한 여지를 남긴다."라고 평가된다.

## 같이 보기
- 이베리아반도의 선사 시대